# Campionatul Mondial de Handbal Masculin din 1978
A 9-a ediție a Campionatului Mondial de Handbal Masculin s-a desfășurat în perioada 26 ianuarie-5 februarie 1978 în Danemarca. Echipa RFG a câștigat campionatul după ce a învins în finală echipa URSS cu scorul de 20 - 19.

## Grupele preliminare

### Grupa A
| 26 ianuarie 1978 | Iugoslavia - Canada             | 24-11 (13-4) |
| 26 ianuarie 1978 | Germania de Vest - Cehoslovacia | 16-13 (8-5)  |
| 28 ianuarie 1978 | Iugoslavia - Cehoslovacia       | 17-16 (9-7)  |
| 28 ianuarie 1978 | Germania de Vest - Canada       | 20-10 (7-3)  |
| 29 ianuarie 1978 | Germania de Vest - Iugoslavia   | 18-13 (9-5)  |
| 29 ianuarie 1978 | Cehoslovacia - Canada           | 29-10 (15-5) |

| Loc | Echipa           | MJ | V | E | Î | GM | GP | DG  | Pct | Calificare |
| --- | ---------------- | -- | - | - | - | -- | -- | --- | --- | ---------- |
| 1   | Germania de Vest | 3  | 3 | 0 | 0 | 54 | 36 | +18 | 6   |            |
| 2   | Iugoslavia       | 3  | 2 | 0 | 1 | 54 | 45 | +9  | 4   |            |
| 3   | Cehoslovacia     | 3  | 1 | 0 | 2 | 58 | 43 | +15 | 2   |            |
| 4   | Canada           | 3  | 0 | 0 | 3 | 31 | 73 | −42 | 0   |            |

### Grupa B
| 26 ianuarie 1978 | Ungaria - Franța          | 33-22 (17-9) |
| 26 ianuarie 1978 | Germania de Est - România | 18-16 (8-7)  |
| 28 ianuarie 1978 | Ungaria - Germania de Est | 12-10 (7-6)  |
| 28 ianuarie 1978 | România - Franța          | 36-17 (18-9) |
| 29 ianuarie 1978 | România - Ungaria         | 22-21 (9-10} |
| 29 ianuarie 1978 | Germania de Est - Franța  | 28-15 (14-6) |

| Loc | Echipa          | MJ | V | E | Î | GM | GP | DG  | Pct | Calificare |
| --- | --------------- | -- | - | - | - | -- | -- | --- | --- | ---------- |
| 1   | România         | 3  | 2 | 0 | 1 | 74 | 56 | +18 | 4   |            |
| 2   | Germania de Est | 3  | 2 | 0 | 1 | 56 | 43 | +13 | 4   |            |
| 3   | Ungaria         | 3  | 2 | 0 | 1 | 66 | 54 | +12 | 4   |            |
| 4   | Franța          | 3  | 0 | 0 | 3 | 54 | 97 | −43 | 0   |            |

### Grupa C
| 26 ianuarie 1978 | Danemarca - Spania            | 19-15 (11-9)  |
| 26 ianuarie 1978 | Uniunea Sovietică - Islanda   | 22-18 (14-9)  |
| 28 ianuarie 1978 | Uniunea Sovietică - Spania    | 24-12 (10-5)  |
| 28 ianuarie 1978 | Danemarca - Islanda           | 21-14 (10-8)  |
| 29 ianuarie 1978 | Uniunea Sovietică - Danemarca | 16-16 (9-8}   |
| 29 ianuarie 1978 | Spania - Islanda              | 25-22 (15-10) |

| Loc | Echipa            | MJ | V | E | Î | GM | GP | DG  | Pct | Calificare |
| --- | ----------------- | -- | - | - | - | -- | -- | --- | --- | ---------- |
| 1   | Uniunea Sovietică | 3  | 2 | 1 | 0 | 62 | 46 | +16 | 5   |            |
| 2   | Danemarca         | 3  | 2 | 1 | 0 | 56 | 45 | +11 | 5   |            |
| 3   | Spania            | 3  | 1 | 0 | 2 | 52 | 65 | −13 | 2   |            |
| 4   | Islanda           | 3  | 0 | 0 | 3 | 54 | 68 | −14 | 0   |            |

### Grupa D
| 26 ianuarie 1978 | Polonia - Japonia  | 26-21 (13-13) |
| 26 ianuarie 1978 | Suedia - Bulgaria  | 31-16 (14-10) |
| 28 ianuarie 1978 | Suedia - Japonia   | 24-20 (10-10) |
| 28 ianuarie 1978 | Polonia - Bulgaria | 28-22 (20-7)  |
| 29 ianuarie 1978 | Polonia - Suedia   | 22-17 (14-9}  |
| 29 ianuarie 1978 | Japonia - Bulgaria | 23-20 (11-11) |

| Loc | Echipa   | MJ | V | E | Î | GM | GP | DG  | Pct | Calificare |
| --- | -------- | -- | - | - | - | -- | -- | --- | --- | ---------- |
| 1   | Polonia  | 3  | 3 | 0 | 0 | 76 | 60 | +16 | 6   |            |
| 2   | Suedia   | 3  | 2 | 0 | 1 | 72 | 58 | +14 | 4   |            |
| 3   | Japonia  | 3  | 1 | 0 | 2 | 64 | 70 | −6  | 2   |            |
| 4   | Bulgaria | 3  | 0 | 0 | 3 | 58 | 82 | −24 | 0   |            |

## Grupele principale

### Grupa 1
| 31 ianuarie 1978 | Iugoslavia - România               | 17-16 (9-10) |
| 31 ianuarie 1978 | Germania de Est - Germania de Vest | 14-14 (9-7)  |
| 2 februarie 1978 | Iugoslavia - Germania de Est       | 16-16 (11-9) |
| 2 februarie 1978 | România - Germania de Vest         | 17-17 (6-8)  |

| Loc | Echipa           | MJ | V | E | Î | GM | GP | DG | Pct | Calificare |
| --- | ---------------- | -- | - | - | - | -- | -- | -- | --- | ---------- |
| 1   | Germania de Vest | 3  | 1 | 2 | 0 | 49 | 44 | +5 | 4   |            |
| 2   | Germania de Est  | 3  | 1 | 2 | 0 | 48 | 46 | +2 | 4   |            |
| 3   | Iugoslavia       | 3  | 1 | 1 | 1 | 46 | 50 | −4 | 3   |            |
| 4   | România          | 3  | 0 | 1 | 2 | 49 | 52 | −3 | 1   |            |

### Grupa 2
| 31 ianuarie 1978 | Uniunea Sovietică - Suedia  | 24-18 (10-5)  |
| 31 ianuarie 1978 | Danemarca - Polonia         | 25-23 (14-12) |
| 2 februarie 1978 | Uniunea Sovietică - Polonia | 18-16 (7-9)   |
| 2 februarie 1978 | Danemarca - Suedia          | 18-14 (10-9)  |

| Loc | Echipa            | MJ | V | E | Î | GM | GP | DG  | Pct | Calificare |
| --- | ----------------- | -- | - | - | - | -- | -- | --- | --- | ---------- |
| 1   | Uniunea Sovietică | 3  | 2 | 1 | 0 | 58 | 50 | +8  | 5   |            |
| 2   | Danemarca         | 3  | 2 | 1 | 0 | 59 | 53 | +6  | 5   |            |
| 3   | Polonia           | 3  | 1 | 0 | 2 | 61 | 60 | +1  | 2   |            |
| 4   | Suedia            | 3  | 0 | 0 | 3 | 49 | 64 | −15 | 0   |            |

## Meciurile pentru locurile 9-12
| 31 ianuarie 1978 | Spania - Japonia       | 26-15 (14-10) |
| 31 ianuarie 1978 | Cehoslovacia - Ungaria | 18-18 (11-12) |
| 2 februarie 1978 | Spania - Cehoslovacia  | 24-21 (12-12) |
| 2 februarie 1978 | Ungaria - Japonia      | 30-26 (15-16) |
| 4 februarie 1978 | Ungaria - Spania       | 23-19 (11-8}  |
| 4 februarie 1978 | Japonia - Cehoslovacia | 25-25 (14-12) |

| Loc | Echipa       | MJ | V | E | Î | GM | GP | DG  | Pct | Calificare |
| --- | ------------ | -- | - | - | - | -- | -- | --- | --- | ---------- |
| 1   | Ungaria      | 3  | 2 | 1 | 0 | 71 | 63 | +8  | 5   |            |
| 2   | Spania       | 3  | 2 | 0 | 1 | 69 | 59 | +10 | 4   |            |
| 3   | Cehoslovacia | 3  | 0 | 1 | 2 | 64 | 67 | −3  | 1   |            |
| 4   | Japonia      | 3  | 0 | 1 | 2 | 66 | 81 | −15 | 1   |            |

## Meciul pentru locu 7
| 5 februarie 1978 | România | 25-17 | Suedia | Brøndby |
| 5 februarie 1978 | (13-7)  |       |        | Brøndby |
| 5 februarie 1978 |         |       |        | Brøndby |

## Meciul pentru locu 5
| 4 februarie 1978 | Iugoslavia | 21-19 | Polonia | Brøndby |
| 4 februarie 1978 | (8-10)     |       |         | Brøndby |
| 4 februarie 1978 |            |       |         | Brøndby |

## Meciul pentru locu 3
| 4 februarie 1978 | Germania de Est | 19-15 | Danemarca | Brøndby |
| 4 februarie 1978 | (9-7)           |       |           | Brøndby |
| 4 februarie 1978 |                 |       |           | Brøndby |

## Finala
| 5 februarie 1978 | Germania de Vest | 20-19   | Uniunea Sovietică | Brøndby Hallen, Brøndby Asistență: 7000 |
| 5 februarie 1978 | Deckarm 6        | (11-11) | Gassi 5           | Brøndby Hallen, Brøndby Asistență: 7000 |
| 5 februarie 1978 |                  |         |                   | Brøndby Hallen, Brøndby Asistență: 7000 |

## Clasamentul marcatorilor
| Poz. | Nume              | Echipă            | Goluri |
| ---- | ----------------- | ----------------- | ------ |
| 1    | Jerzy Klempel     | Polonia           | 47     |
| 1    | Péter Kovács      | Ungaria           | 47     |
| 3    | Ștefan Birtalan   | România           | 43     |
| 4    | Michael Berg      | Danemarca         | 35     |
| 5    | Wolfgang Böhme    | Germania de Est   | 34     |
| 6    | Shimei Gamo       | Japonia           | 33     |
| 7    | Waleri Gassi      | Uniunea Sovietică | 29     |
| 8    | Radisav Pavićević | Iugoslavia        | 28     |

## Clasament final
| Poz. | Echipă            |
| ---- | ----------------- |
| 1    | Germania de Vest  |
| 2    | Uniunea Sovietică |
| 3    | Germania de Est   |
| 4    | Danemarca         |
| 5    | Iugoslavia        |
| 6    | Polonia           |
| 7    | România           |
| 8    | Suedia            |
| 9    | Ungaria           |
| 10   | Spania            |
| 11   | Cehoslovacia      |
| 12   | Japonia           |
| 13   | Islanda           |
| 14   | Bulgaria          |
| 15   | Canada            |
| 16   | Franța            |

## Medaliați
| Turneu   | Aur | Argint | Bronz |
| Masculin | Germania de Vest · Manfred Hofmann · Rainer Niemeyer · Rudi Rauer · Richard Boczkowski · Heiner Brand · Joachim Deckarm · Arno Ehret · Claus Fey · Manfred Freisler · Claus Hormel · Kurt Klühspies · Arnulf Meffle · Gerd Rosendahl · Horst Spengler (c) · Dieter Waltke · Erhard Wunderlich · Antrenor: Vlado Stenzel | Uniunea Sovietică · Mihail Ișcenko · Nikolai Tomin · Nikolai Pluiko · Aleksandr Anpilogov · Evgheni Cernâșiov · Valdemaras Novickis · Valeri Gassi · Vasili Ilin · Iuri Kideaeev · Iuri Klimov · Vladimir Krațzov · Serghei Kușniriuk · Vladimir Maksimov (c) · Aleksandr Resanov · Aleksei Juk · Vladimir Belov · Antrenor: Anatoli Evtușenko | Germania de Est · Siegfried Voigt · Wieland Schmidt · Jörg Paulick · Günter Dreibrodt · Klaus Gruner · Rainer Schütte · Helmut Wilk · Wolfgang Böhme (c) · Ernst Gerlach · Hans Engel · Rainer Höft · Hartmut Krüger · Frank-Michael Wahl · Jürgen Hildebrandt · Ingolf Wiegert · Dietmar Schmidt · Antrenor: Paul Tiedemann |